# リトル・ボヘミア・ロッジ
「リトル・ボヘミア・ロッジ」(英：Little Bohemia Lodge）はウィスコンシン州ビラス群マニトウィッシュウォーターズにある1929年に開業したリゾートロッジ。1930年代はギャングの保養所としても利用され、1934年にジョン・デリンジャーとFBIの銃撃戦が発生したことで有名になった。

## ロッジの概歴
マニトウィッシュウォーターズは長く先住民族の土地だったが、1800年代に政府が買い取り1850年代頃から木材事業が盛んになった。1890年代に入ると避暑地としてのリゾート開発が注目され始めた。その一方で都市部から目が届きにくいため、禁酒法時代には多くの密造酒業者が集まるという側面もあった。1924年には州道（現在の国道51号線)が開通し、休暇に訪れる客が急増した。
チェコスロバキア出身のエミール・ワナトカ(1888-1975)は密造酒で生計を立てていたが足を洗い、1927年にリトルスター湖畔に土地を購入して『リトル・ボヘミア・ロッジ』を開業した。妻の姉夫婦（ヘンリー・ヴォスと妻）も近くでロッジを経営しており、この地域で貸別荘やロッジを営むのは珍しいことではなかった。
ところが開業してすぐ世界恐慌が始まる。ワナトカはマフィアのコネを利用して無法者の隠れ家として提供すれば高収入が得られるのではないかと考えた。

## 1934年のデリンジャーと捜査局の銃撃戦

### 4月20日(金曜)

#### ギャングたちの到着
リトル・ボヘミア・ロッジをデリンジャーギャングに紹介したのは、デリンジャーの顧問弁護士のルイス・ピケットだと考えられている。
1934年4月20日金曜日の午後、ホーマー・ヴァン・メーターと恋人マリー・コンフォーティ、使い走りのパット・ライリーの3人がロッジに現れ、今夜から数日間10人分の食事とベッドを用意してもらえるか尋ねた。
17時頃ジョン・デリンジャー、ジョン”レッド”・ハミルトンと恋人パトリシア・チェリントン、トミー・キャロルと恋人ジーン・デラニー、ベビーフェイス・ネルソンと妻ヘレンが到着した。全員身なりが良く500ドル(現在の12,000ドル)を前払いした。夕食後は部屋でくつろいだり散歩に出たりしたが、従業員によると外にいた男たちはドアや窓の位置、周辺の地形を確かめているようだったという。
夜遅く皆はカードゲームを始めた。掛け金が高額なのでワナトカは辞退したが、客の1人がカードを取ろうと身を乗り出したとき、上着の下のホルスターに収めたコルト.45に気が付いた。いつものギャングとは違うと感じたワナトカは台所で過去の新聞を引っ張り出し、今夜の客の正体を知った。その晩夫婦はなかなか眠れなかった。

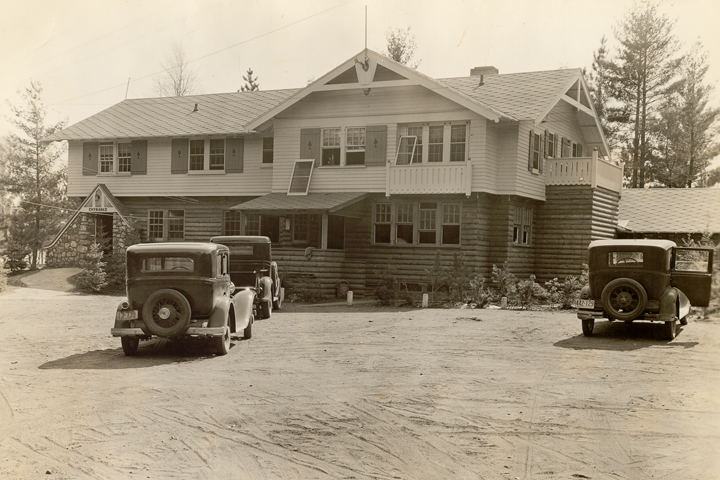
1934年頃のリトル・ボヘミア・ロッジ

### 4月21日(土曜)

#### 通報
朝食のあと、客の誰かがロッジに置いてあった.22口径ライフルを持ち出し、雪が積もった小山に空き缶を並べて順番に射撃を楽しんだ。8歳のワナトカJr.はキャッチボールをして遊んでもらったが、1人だけボールを強く投げる客がいて気に入らなかった。あとでわかったのだがその男はベビーフェイス・ネルソンだった。
夕方になりワナトカの妻ナンシーは「息子を連れて従弟の誕生パーティーに行く」と言って外出するが、実は通報するために夫と考えた口実だった。犯罪者の隠匿罪に問われるリスクも考えたが、あのデリンジャーなら報奨金を貰えるだろう。それに夫人はギャングたちの横柄な態度に嫌気がさしていた。
ナンシーは近くに住む姉夫婦（ヴォス夫妻）の家に行き事情を説明すると、夫のヘンリー・ヴォスがラインランダー(南東に約70キロ)の保安官事務所に行って報告することになった。ナンシーと息子はロッジに戻った。
保安官事務所から捜査局のJ・エドガー・フーヴァー長官に伝わったのは20時頃。直ちにシカゴ支局のメルヴィン・パーヴィス支局長に指揮を命じ、パーヴィスは捜査官11名を選出しラインランダーへのチャーター機を手配した。ヒュー・クレッグ副局長はセントポール支局を担当することになった。

### 4月22日(日曜)

#### 捜査局の接近
3日目の早朝、パット・ライリーはデリンジャーに用事を頼まれセントポールに行くことになり、レッドの恋人のパトリシア・チェリントンも医者に行きたいと言って彼に同行した（彼女は重い胆嚢炎を患っていた）。
捜査官を乗せた2機の飛行機がラインランダー空港に到着したときは雪が降っていた。空港でセントポール支局の捜査官やヘンリー・ヴォスと合流し、ヴォスが描いた簡単な見取り図を参考にしながら、翌日午前10時に建物を包囲することになった。
同じ頃、ロッジにいるデリンジャーが「明日にでも出発しよう」と突然言い出した。急な予定変更は用心のためデリンジャーがよく使う手だった。会話を聞いたワナトカの妻が姉に連絡すると、姉は直ちに夫ヘンリーに知らせようとラインランダーへ向かった。
状況を聞いたパーヴィスは今晩中に行動を起こすことにし、急きょ近くの自動車ディーラーから車を4台レンタルして作戦を立てる余裕もないまま19時頃に出発した。途中で2台が故障してしまい、凍てつく寒さの中を数名の捜査官はサイドステップ（ランニングボード）に立って車にしがみ付いて走行した。ロッジの私道に入ると道を塞ぐような形で車を停め、防弾ベストを着用しトンプソン、ショットガン、拳銃、催涙ガスを持って暗い森の中を歩いた。

#### 銃撃戦の発生
建物に近付くとロッジで飼われている2匹の犬が吠え始めた。ちょうどそのときライフルを持った3人の男がロッジから出てきて1933年型シボレークーペに乗り込み、ラジオを大音量で鳴らしながら発進した。
捜査官が「停まれ！」と怒鳴ったが減速しないのでトンプソンを発砲した。その3人は市民保全部隊のユージン・ボワノーとジョン・モリス、セールスマンのジョン・ホフマンという、狩猟を楽しんだあと食事しに来ただけの一般客だった。運転していたボワノーは即死し、モリスは4発撃たれ重傷、ホフマンも怪我をしたが車から飛び出して木の陰に隠れた。（報告書にはタイヤを狙ったとあるが弾痕はドアやガラスに集中していた）
銃声を聞いたデリンジャー、ヴァン・メーター、レッド・ハミルトン、トミー・キャロルの4人は2階に駆け上がり、窓からトンプソンを発砲したあと妻側の窓から屋根を伝って地面に降り、湖畔を北西の方向に逃げた。別棟にいたベビーフェイス・ネルソンも発砲しながら反対方向に逃げた。
銃撃が鳴り止みロッジに催涙ガスが投げ込まれると「出ていくから撃つな」と大声が聞こえ、地下室に避難していたワナトカ一家と従業員、女性たちが手を挙げて出てきた。ギャングと関わっていた3人の女性はその場で逮捕された。

#### ギャングたちの逃走
デリンジャーら4人は真っ暗な森の中を走った。途中でキャロルがはぐれた。あとの3人は州道(現在の国道51号線）を横切ってミッチェルズ・レストレイク・リゾートに押し入りオーナーの老夫婦を人質にしようと考えたが、夫人が病気だったため居合わせた大工職人に車を運転させた。（ミッチェル夫人は後の取材で「デリンジャーは『何もしないからお母さんは怖がらないで』と言い、私を気遣って毛布を掛けてくれた」と記者に話している）
午前3時40分頃、捜査局からミネソタ州ダコタ郡の保安官事務所にギャングが逃走中との電話があった。大勢の保安官や民兵が待機していると、午前10時過ぎに国道3号線をセントポール方面に向かう逃走車が目撃された。保安官は数十キロの距離を追跡しながら拳銃約50発を発砲したが逃げられた。しかし車体後部を貫通した1発がレッド・ハミルトンの背中に命中しており、デリンジャーはシカゴに進路を変えバーカー・カーピスギャングが雇う医者に診せた。しかし既に手遅れの状態でレッドは4月26日に死亡した。
デリンジャーとヴァン・メーターは弁護士のルイス・ピケットの紹介で、シカゴのジミー・プロバスコの家に転がり込んだ。
一方、森ではぐれたトミー・キャロルは車を盗んでセントポールまで逃げ、その後イーストシカゴでデリンジャーと再会したようである。
ベビーフェイス・ネルソンはロッジの近くでT型フォードを盗んだが、スピードが出ないので他の車に替えようと電話交換士のケルナー夫妻の家に押し入った。ネルソンが車を動かそうとしていると1台のフォードセダンが近付いてきた。付近を捜索中のカーター・バウム捜査官、ニューマン捜査官、クリステンセン巡査だった。ネルソンは近付いてきた彼らにマシンピストルを突き付け、車から降りるよう指示したあと容赦なく3人を撃った。バウムは首を3発撃たれ即死、他2名は重傷ながらも命は助かった。ネルソンは捜査官のフォードで逃げ、先住民族のチペワ族の集落に数日間かくまって貰ったあと、妻ヘレンと再会した。デリンジャーと会うことは2度となかった。

### 捜査局の失態
この件で捜査局は1人も逮捕できないばかりでなく、捜査官1名と民間人1名が死亡、捜査官2名と民間人2名が重傷を負うという大失態を演じた。フーヴァー長官の辞任を求める嘆願書が出回り、現場を指揮したメルヴィン・パーヴィスは一時は酒浸りの生活を送った。
ロッジの正面しか見張っていなかったのは「ロッジは湖上にある」「冬なのでボートは出ていない」というヘンリー・ヴォスの説明をクレッグ副局長が『裏手に逃げ道はない』と解釈してしまったからで、パーヴィス捜査官も翌朝まで私道を張り込んでいた。しかも道路封鎖の指令を発したのは銃撃戦のあとしばらく経ってからだった。
しかし同年6月にトミー・キャロルがアイオワ州で射殺されるのを発端に、7月にジョン・デリンジャー、8月にホーマー・ヴァン・メーター、11月にベビーフェイス・ネルソンと次々に殺されていきデリンジャーギャング事件に終止符を打つ形となった。

### リトル・ボヘミア・ロッジのその後
ワナトカ夫妻への報奨金はなかった。銃弾で穴だらけになったロッジを保存することにし、割れた窓ガラスは両面からガラス板で挟むようにして撃たれた状態を残した。捜査局はギャングの私物を置いていったので、展示コーナーを作りしばらくの間は見物客でにぎわった。拳銃や殺害されたカーター・バウム捜査官の防弾ベストを展示したこともあったが、捜査局の調査が入りこれらは偽物だと認めた。
事件後はギャングを招くことは2度としなかったが、妻は報復に怯えながら暮らした。そして数年後に離婚した。ロッジは1957年に息子のワナトカJr.(1925-2009)が父親から買い取り、現在(2024年)はデビー・ジョンズ氏が経営している。
2008年に映画「パブリック・エネミーズ」の撮影をリトル・ボヘミア・ロッジで行ったときワナトカJr.夫妻が撮影現場に招待された。主演のジョニー・デップらと会話し記念写真を撮るなどして楽しんだが、映画については「銃撃シーンばかりでいかにもハリウッド映画らしい出来だった」と不満を漏らしている。ワナトカJr.は2009年9月に83歳で亡くなった。

## フィクションでのリトル・ボヘミア・ロッジ
「デリンジャー」"Dillinger" （1973年の映画)
「パブリック・エネミーズ」"Public Enemies" (2009年の映画)　※ベビーフェイス・ネルソンとホーマー・ヴァン・メーターはここでパーヴィスに殺される筋書き。